# 渡边英德
渡边英德（日语：わたなべ ひでのり，1974年9月8日—），日本工学者。专业是信息设计。东京大学大学院情报学环・学际情报学府教授。获得日本新闻协会奖等。